# Juan Sánchez Sotelo
Juan Ignacio Sánchez Sotelo (Avellaneda, 2 ottobre 1987) è un calciatore argentino, attaccante dei Rangers de Talca.

## Caratteristiche tecniche
È un centravanti.

## Carriera
Cresciuto nelle giovanili del Racing Club, ha esordito in prima squadra il 10 agosto 2008 in occasione del match perso 2-0 contro il Lanús.